# روکهام (داکوتای جنوبی)
روکهام(به انگلیسی: Rockham) شهری در ایالت داکوتای جنوبی کشور ایالات متحده آمریکا است که جمعیت آن در سرشماری سال ۲۰۱۰ میلادی، ۳۳ نفر بوده‌است.